# Man on the Edge
Man on the Edge е сингъл на британската хевиметъл група Айрън Мейдън, от албума „The X Factor“. В основата на песента е филмът „Падането“ („Falling Down“) с Майкъл Дъглас. Това е първият сингъл на групата с Блейз Бейли. Това е едно от двете парчета с новия вокал, които са включени в „Edward The Great“. Парчето често е изпълнявано по време на турнето Ed Hunter през 1999 г. и така то става едно от петте парчета изпълнявани на сцена след напускането на Бейли (останалите са „Lord of the Flies“, „Sign of the Cross“, „Futureal“, и „The Clansman“).

### CD 1
1. Man on the Edge – 4:13 (Блейз Бейли, Яник Герс)
2. „The Edge of Darkness“ – 6:39 (Стив Харис, Бейли, Герс)
3. „Judgement Day“ – 4:06 (Бейли, Герс)
4. „Blaze Bayley Interview, Part I“ – 5:41

### CD 2
1. „Man on the Edge“ – 4:13 (Бейли, Герс)
2. „The Edge of Darkness“ – 6:39 (Харис, Бейли, Герс)
3. „Justice of the Peace“ – 3:33 (Харис, Дейв Мъри)
4. „Blaze Bayley Interview, Part II“ – 5:56

### 12" CD
1. „Man on the Edge“ – 4:13 (Бейли, Герс)
2. „The Edge of Darkness“ – 6:39 (Харис, Бейли, Герс)
3. „I Live My Way“ – 3:48 (Харис, Бейли, Герс)

## Състав
- Блейз Бейли – вокал
- Дейв Мъри – китара
- Яник Герс – китара, беквокали
- Стив Харис – бас, беквокали
- Нико Макбрейн – барабани

|  | Тази страница частично или изцяло представлява превод на страницата Man on the Edge в Уикипедия на английски. Оригиналният текст, както и този превод, са защитени от Лиценза „Криейтив Комънс – Признание – Споделяне на споделеното“, а за съдържание, създадено преди юни 2009 година – от Лиценза за свободна документация на ГНУ. Прегледайте историята на редакциите на оригиналната страница, както и на преводната страница, за да видите списъка на съавторите. ВАЖНО: Този шаблон се отнася единствено до авторските права върху съдържанието на статията. Добавянето му не отменя изискването да се посочват конкретни източници на твърденията, които да бъдат благонадеждни. |